# 王松灵
王松灵（1962年—），汉族，中华人民共和国政治人物、第十一届全国政协委员，中国致公党党员。曾担任致公党中央委员、首都医科大学副校长、北京口腔医学研究所副所长。2008年，当选第十一届全国政协委员，代表教育界，分入第四十二组。2018年1月，当选第十三届全国政协委员。